# Stazione di Calderara-Bargellino
Stazione di Calderara-Bargellino vasútállomás Olaszországban, Calderara di Reno településen.

## Vasútvonalak
Az állomást az alábbi vasútvonalak érintik:
- Verona–Bologna-vasútvonal

## Kapcsolódó állomások
A vasútállomáshoz az alábbi állomások vannak a legközelebb:
- Stazione di Osteria Nuova
- Posto di Movimento Santa Viola